# Anton Ploderer
Anton Ploderer (16 settembre 1924 – 16 agosto 1985) è stato un calciatore e allenatore di calcio austriaco, di ruolo centrocampista.

## Carriera

### Giocatore
Da calciatore, Ploderer è stato in forza al Wiener Sport-Club dal 1949 al 1952 e al Wacker Vienna dal 1952 al 1958.

### Allenatore
Ha ricoperto l'incarico di allenatore dei norvegesi del Vålerengen dal 1964 al 1966, vincendo il campionato 1965.

## Palmarès

### Allenatore

#### Competizioni nazionali
- Campionato norvegese: 1

Vålerengen: 1965